# Ligne de Kiskunfélegyháza à Orosháza
La ligne de Kiskunfélegyháza à Orosháza ou ligne 147 est une ligne de chemin de fer de Hongrie. Elle relie Kiskunfélegyháza à Orosháza par Szentes.